# Darmyšl (hradiště)
Darmyšl je pravěké a raně středověké hradiště nad stejnojmennou vesnicí u Starého Sedla v okrese Tachov. Nachází se na vrcholu vrchu Chlum asi jeden kilometr jihozápadně od vesnice.

## Historie
Hradiště na Chlumu vzniklo na rozhraní starší a střední doby bronzové, kdy bylo největším hradištěm v západních Čechách a patřilo k největším výšinným sídlištím staromohylových kultur ve střední Evropě. Později bylo znovu osídleno v mladší době bronzové lidem nynické skupiny, ale intenzita osídlení již byla výrazně menší. V souboru keramiky tvoří pozdně bronzové střepy jen 5 % a nalezeny byly pouze v prostoru akropole. Předpokládá se, že výstavba opevněného sídliště souvisela s výskytem ložisek mědi u Mutěnína a cínu v Mezholezské kotlině. Z místa pochází také nálezy keramických střepů z pozdní doby halštatské a velmi malé množství střepů z doby hradištní.
Lokalitu objevili a částečně prozkoumali v osmdesátých letech dvacátého století Dara Baštová a Jaroslav Bašta, kteří povrchovými sběry a malými sondami získali soubor přibližně sedmi tisíc zlomků keramiky.

## Stavební podoba
Hradiště s celkovou rozlohou dvanáct hektarů je dvoudílné. Skládá se z akropole o rozměrech 350 × 200 metrů na vrcholu Velkého Chlumu (610 metrů) a předhradí, které zahrnuje sedlo mezi hlavním vrcholem a Malým Chlumem (582 metrů) včetně něho. Opevnění tvořil nejspíše kamenný obvodový val předhradí, který se dochoval v některých úsecích tři až čtyři metry široký a na vnější straně jeden metr vysoký. Na Velkém Chlumu se napojuje na opevnění akropole, které je na přístupné severovýchodní straně zdvojené. Dochovaný val je na akropoli na vnější straně vysoký jeden až dva metry a jeho šířka v koruně dosahuje čtyř metrů. Vzhledem k rozmístění nálezů keramiky se předpokládá, že z nejstarší fáze osídlení pochází val okolo předhradí, který snad obepínal také vrchol Velkého Chlumu, a dvoudílná dispozice vznikla opevněním akropole až v některé z mladších fází osídlení.